# (500367) 2012 TR37
(500367) 2012 TR37 es un asteroide perteneciente al cinturón de asteroides, descubierto el 6 de octubre de 2012 por el equipo del Pan-STARRS desde el Observatorio de Haleakala, Hawái, Estados Unidos.

## Designación y nombre
Designado provisionalmente como 2012 TR37.

## Características orbitales
2012 TR37 está situado a una distancia media del Sol de 3,142 ua, pudiendo alejarse hasta 3,615 ua y acercarse hasta 2,670 ua. Su excentricidad es 0,150 y la inclinación orbital 14,79 grados. Emplea 2035,04 días en completar una órbita alrededor del Sol.
Los próximos acercamientos a la órbita de Júpiter se producirán el 29 de octubre de 2055, el 5 de junio de 2066 y el 26 de diciembre de 2150, entre otros.

## Características físicas
La magnitud absoluta de 2012 TR37 es 15,9.